# Мессьє 23

Мессьє 23 — розсіяне скупчення в сузір'ї Стрільця. Також відоме як Розсіяне скупчення М23 та NGC6494.

## Історія відкриття
Скупчення було відкрито Шарлем Мессьє 20 червня 1764.

## Цікаві характеристики
M23 знаходиться на відстані 2150 світлових років від Землі. Його діаметр становить 15—20 світлових років. У скупченні ідентифіковано близько 150 зірок. Найяскравіші володіють зоряною величиною 9,2  m .

## Спостереження

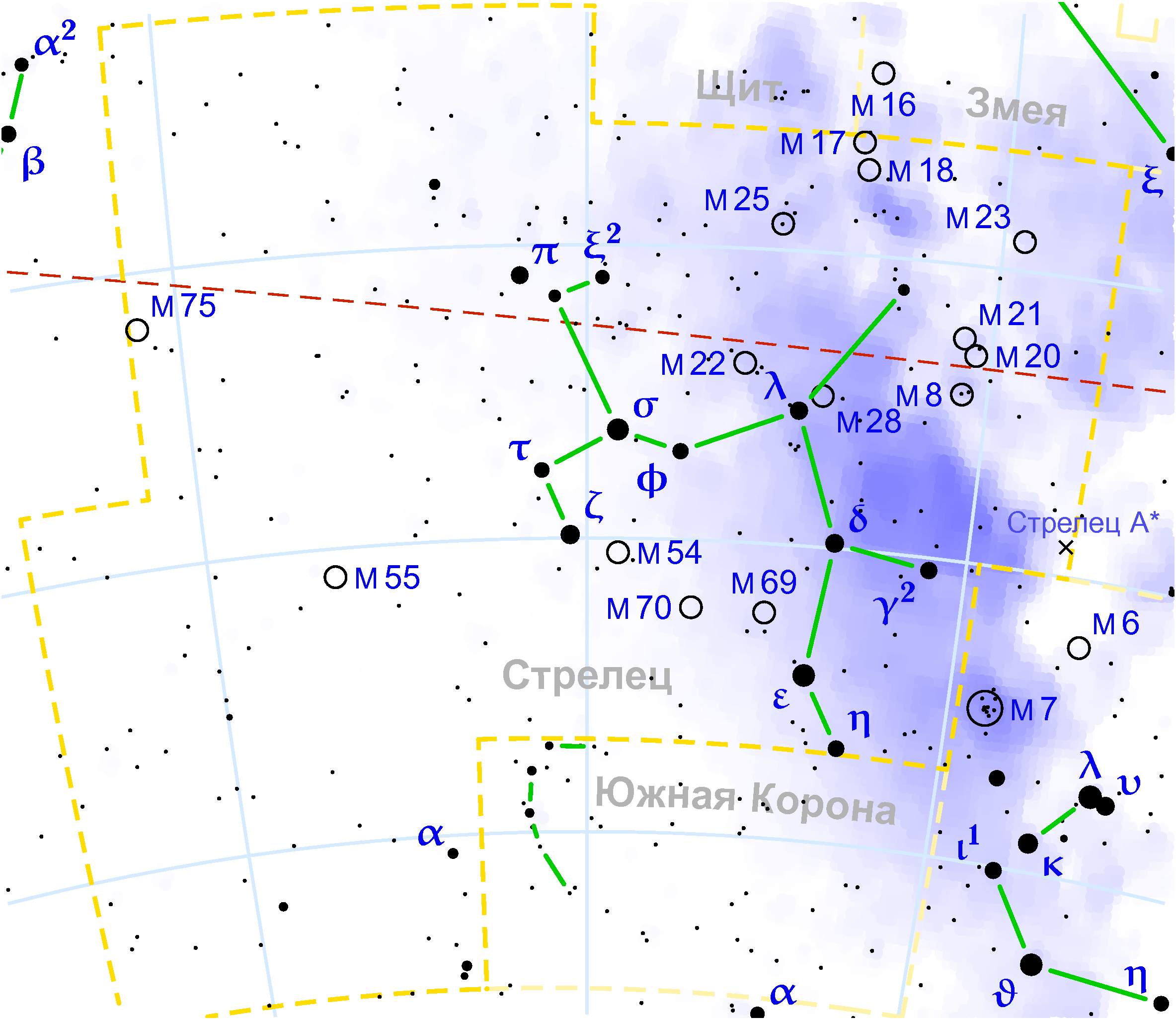
Розсіяне скупчення M23 в сузір'ї Стрільця

Це розсіяне скупчення на північному заході Стрільця належить до літніх об'єктів. Спостереження в помірних широтах північної півкулі ускладнюються невисоким становищем скупчення над горизонтом. Але навіть у порівняно невеликий телескоп скупчення легко розділюється на півсотні зірок, з яких 5—6 досить яскраві. Віялоподібний малюнок зоряних ланцюжків при помірному збільшенні (50 разів і більше) заповнює все поле зору окуляра. На темному південному небі це одне з найбагатших на зірки літніх скупчень.
Використовуючи М23 як орієнтир, можна знайти в двох градусах на південний схід від М23 пару цікавих об'єктів, це кулясте скупчення NGC 6440 і планетарна туманність NGC 6445 «Little Gem» («Маленький самоцвіт»), видимих в одному полі зору телескопа. Такі пари досить рідкісні.

### Сусіди по небу з каталогу Мессьє
- М24 (трохи на схід) — окремо висить хмара Чумацького Шляху;
- М25 (ще далі на схід) — ще одне розсіяне скупчення, складене з яскравіших зірок, але не таке багате;
- М21, М20 і М8 (на південь) — група зі скупчення, не такого яскравого і багатого, як М23, і пари туманностей: «Потрійної» і «Лагуни»;
- М18, М17 і М16 (на північний схід, ближче до Щиту) — непоказне розсіяне скупчення і ще одна пара яскравих туманностей: «Омега» і «Орел»;
- М9 (на захід, вже в Змієносці) — кулясте скупчення.

### Послідовність спостереження в «Марафоні Мессьє»
… М18 → М24 →М23 → М25 → М8 …

## Навігатори
Координати:  17г 56м 48с, +19° 01′ 00″